# Bitva u Artemísia
Bitva u Artemísia byla série střetnutí, které se odehrály během tří dnů v srpnu nebo září 480 př. n. l. během druhé řecko-perské války. Odehrála se u severního pobřeží ostrova Euboia, kde se střetla loďstva aliance řeckých městských států (Atény, Korint, Sparta a další) s loďstvem perské říše velkokrále Xerxa I. Bitva se odehrála současně s pozemní bitvou u Thermopyl.
Po neúspěchu první perské invaze do Řecka (492 až 490 př. n. l.), kterou ukončilo vítězství Atéňanů v bitvě u Marathónu, shromáždil velkokrál Xerxés další armádu a námořní síly k dobytí Řecka. athénský generál Themistoklés navrhl, aby spojené řecké jednotky zablokovaly perský pozemní postup v soutěsce u Thermopyl a zároveň nedovolily perskému loďstvu proplout úžinou u Artemísia, která odděluje ostrov Euboia od řecké pevniny. K zastavení Peršanů shromáždili Řekové celkem 271 triér a devět pentekonter (padesátiveslice).
Koncem léta bylo během plavby k Artemísiu perské loďstvo u pobřeží Magnesie zastiženo bouří a přišlo o přibližně třetinu z původního stavu asi 1200 lodí. Když Peršané připluli k Artemísiu, vyslali asi 200 lodí na jih, aby obepluly Euboiu a vpadly Řekům do zad. Během plavby podél východního pobřeží Euboii byla tato skupina zaskočena další bouří a prakticky zničena. Mezitím u Artemísia došlo k menším střetům obou loďstev, které trvaly dva dny. Třetí den Peršané zaútočili plnou silou. V následující celodenní bitvě utrpěla obě loďstva přibližně stejné ztráty. Peršané sice neprorazili, ale slabší řecké loďstvo si nemohlo takové ztráty dovolit.
Po tomto střetnutí Řekové obdrželi zprávy o pozemní porážce u Thermopyl. Vzhledem k tomu, že jejich strategie počítala s udržením Artemísia i Thermopyl, bylo další setrvání u Artemísia zbytečné a jenom by zvýšilo ztráty řeckých lodí. Zbývající řecké lodě se proto stáhly na jih k ostrovu Salamis. Perské vojsko přešlo přes Bojótii a obsadilo opuštěné Atény. Když se ale Peršané pokusili zlikvidovat zbytek řeckého loďstva, byli sami v září 480 př. n. l. poraženi v bitvě u Salamíny.

## Předehra

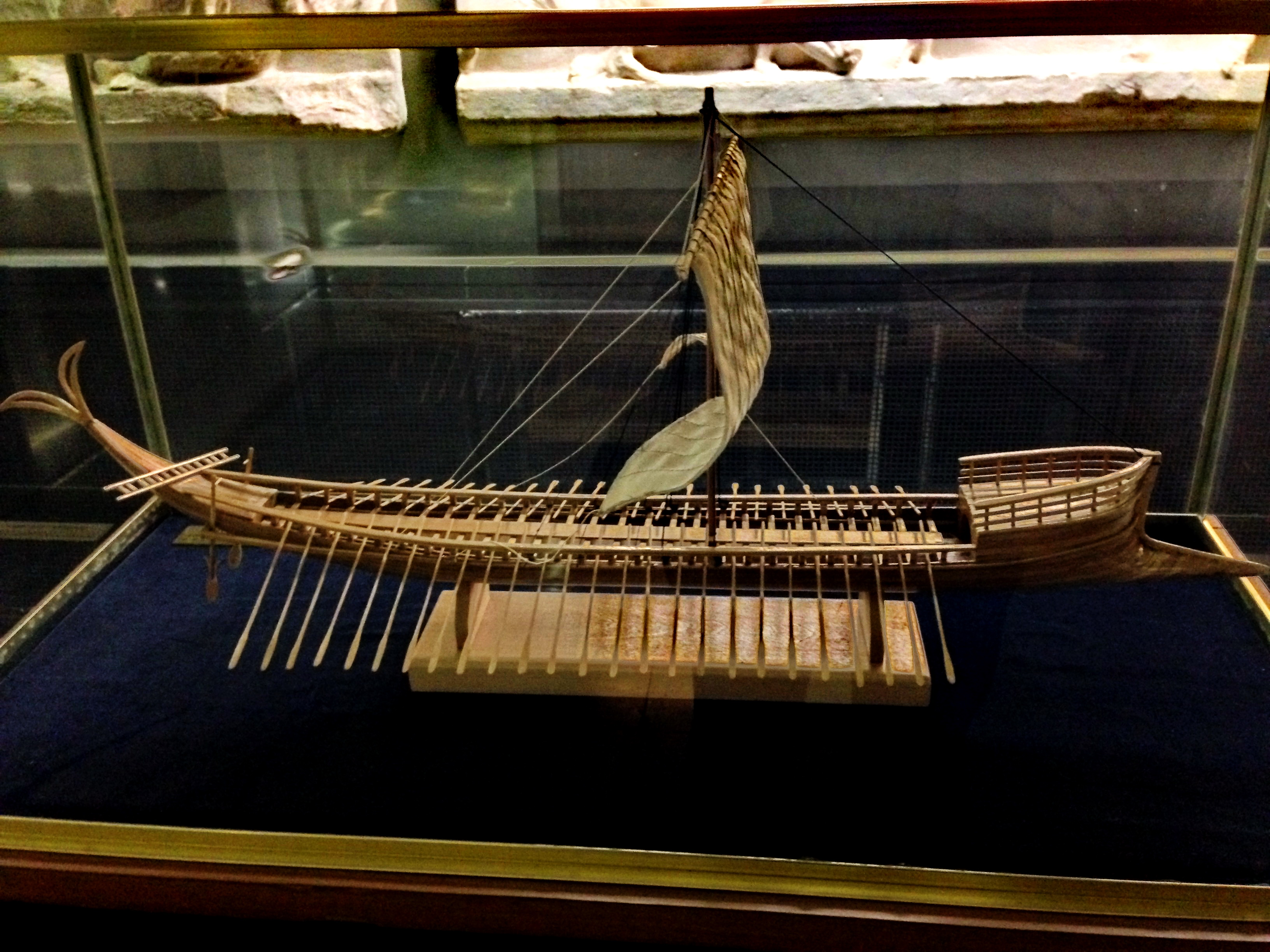
Model řecké padesátiveslice (pentekontoros)

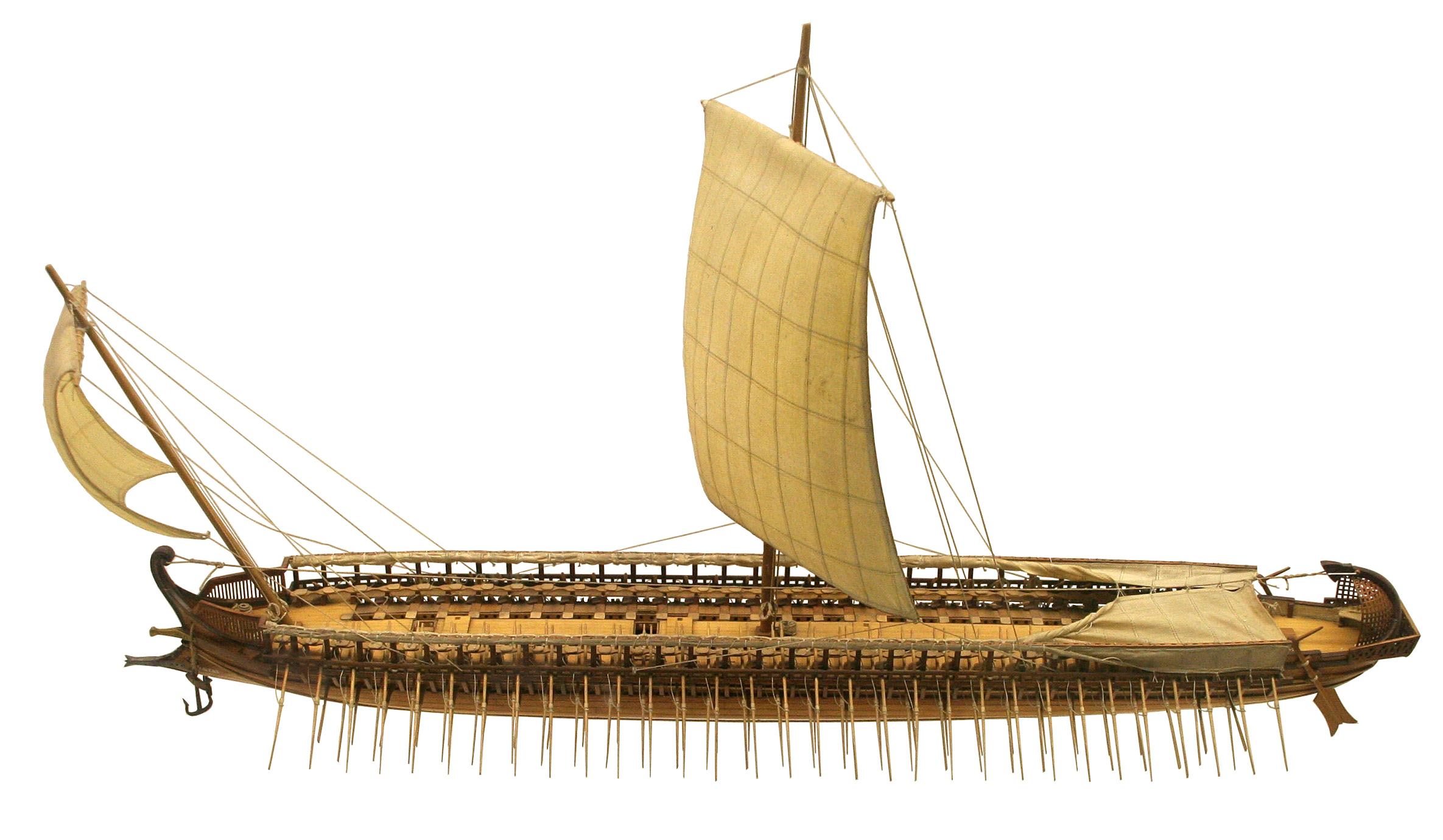
Model řecké triéry

Řecka armáda se podle Hérodota skládala z 333 lodí z Atén, Korintu, Sparty a jiných řeckých měst. Aby udrželi soudržnost řecké armády, souhlasili Athéňané, nejzkušenější mořeplavci, aby flotu vedl Sparťan Eurybiades, ale nakonec protože athénské loďstvo bylo nejpočetnější a protože jejich velitel Themistoklés byl zkušenější, vedl bitvu hlavně on. Řekové plánovali vojenské střetnutí s Peršany u mysu Artemísion u severního pobřeží ostrova Euboia.

## První den bitvy
Před prvním střetem mezi Řeky a Peršany v úzkém průplavu Artemísion bylo připraveno přibližně 200 řeckých lodí proti 800 až 1000 perským lodím, kteří cestou ztratili v bouři asi třetinu loďstva. Athénský velitel Themistoklés udělal to, co nikdo nečekal, když během pozdního odpoledne zaútočil na početně větší perskou flotu. Byl to riskantní manévr, který však musel provést, protože kdyby Peršanům dovolil proplout úžinou, ocitla by se pozemní řecká vojska bojující u Thermopyl pod velením spartského krále Leónida v obležení, ze kterého by živá nevyšla. Za použití signálu vydal Themostiklés rozkaz všem řeckým lodím zacouvat do užší části průplavu a vytvořit kruh. Na druhý signál vyrazila řecká flota vpřed a napadla Peršany. Řecké námořní bitvy nebyly vůbec o bitvě muže proti muži, nikdo se nesnažil dostat se na nepřátelskou loď, šlo jim o to, aby taranem umístěným na přídi lodi prorazili nepřátelskou loď nebo se přiblížili k nepřátelské lodi od boku v takovém úhlu, aby jim mohli zničit vesla, a tak jejich protivník uvízl na mrtvém bodě. Šlo tu hlavně o rychlost, a tu měly zřejmě řecké lodě větší, neboť ve stísněném prostoru průplavu způsobily Peršanům značné škody, zajaly 30 nepřátelských lodí a mnoho námořníků. Bylo to velké psychologické vítězství ze strany řeckého námořnictva, a protože útok začal pozdě odpoledne, podle očekávání Themistokla bitva netrvala dlouho a v důsledku toho bylo i méně ztrát. Vítězství Řeků Peršanům úplně vyrazilo dech, nečekali, že by mohli s takovou malou řeckou flotou prohrát a Řekové nečekali, že to půjde tak snadno. Během tohoto dne Řekové své pozice udrželi na moři a Leónidas a jeho vojsko na souši.

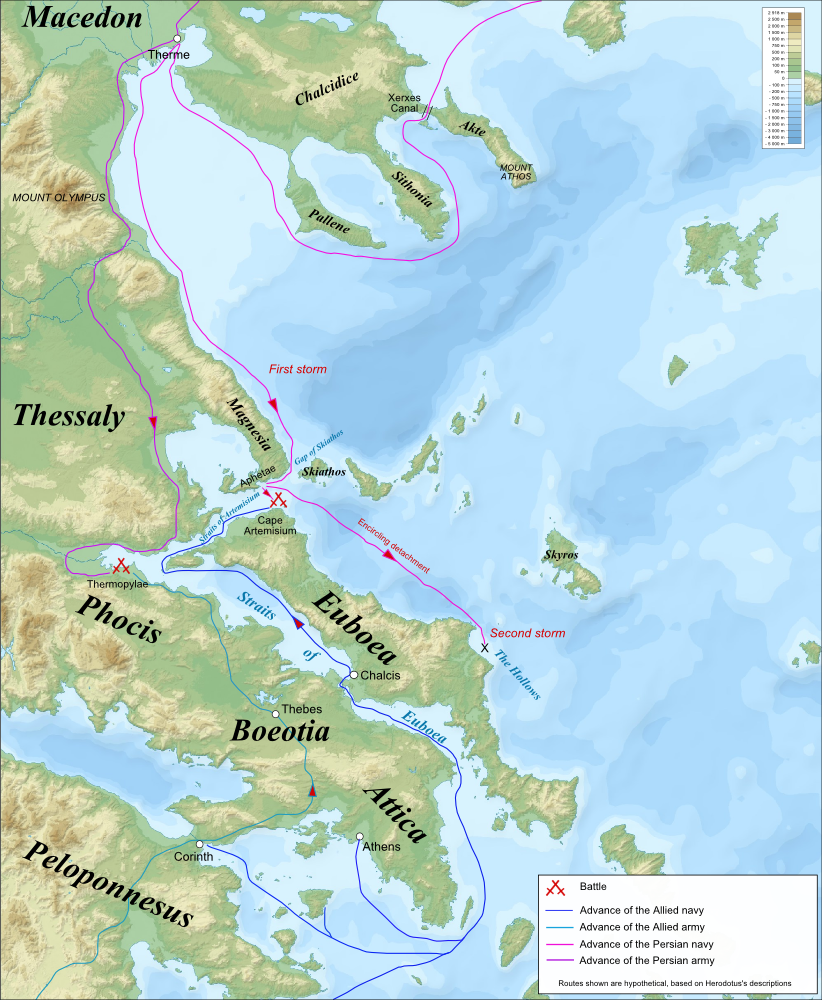
Souběžně s bitvou u Artemísia probíhal boj Řeků na souši pod velením spartského krále Leónida v bitvě u Thermopyl

## Druhý den bitvy
Už během příjezdu poslali Peršané 200 lodí podél severní strany ostrova Euboia v naději, že když obeplují ostrov, napadnou Řeky zezadu. V noci ale vypukla bouře, přihnala se vichřice a perská flota, která měla obeplout Euboiu, se dostala do ohniska bouře a všech 200 lodí skončilo na dně Egejského moře. To bylo špatné znamení, které Peršané nemohli ignorovat, ale nad kterým zaplesalo srdce řeckých bojovníků. Následující den přinesl další krveprolití, ale Řekové stále drželi své vytyčené obranné pozice. Zatímco Leónidas vedl těžké boje s Peršany na souši, vedl Themistoklés kousek od mysu Artemision athénské námořnictvo opět do boje proti perské flotě. Bez perských lodí, které měly napadnout Řeky zezadu, se Themistoklés mohl soustředit výhradně na to, co viděl před sebou, ale i tak měl jednu loď na pět perských. Přesné podrobnosti bitvy se nedochovaly, ale víme, že řecké triéry opět zničily velké množství perských lodí a na konci dne nastala obdobná situace jako den předtím. Peršané se opět pokusili porazit Themistokla, ale nevedlo se jim o nic lépe než předešlého dne. Bylo to další psychologické vítězství pro Řeky a další rána Peršanům.

## Závěrečné boje
Během třetího dne se na souši Peršanům za pomoci zrádce podařilo obklíčit řecké vojsko vedené Leónidem a všechny je pobít. Mezitím nedaleko od pobřeží mysu Artemísion Themistoklés odrazil perskou flotu, ale tentokrát utrpěl značné ztráty a přišel o část svého loďstva. Podle Hérodota byla asi polovina řeckého námořnictva zničena nebo poškozena. Jelikož se ale dozvěděli o kolapsu řecké pozemní obrany, Themistoklés už neměl důvod průplav dále bránit a odvedl svou flotu na jih směrem k Athénám, kde pomohla při evakuaci athénského obyvatelstva na ostrov Salamis a připravila se na další bitvu, která se zanedlouho odehrála u Salamíny a skončila drtivým vítězstvím Řeků. Aby nebyl se svojí armádou uvězněn v Řecku, rozhodl se Xerxés stáhnout zpět do Asie. Podrobením zbytku Řecka pověřil vojevůdce Mardonia. Ten byl ale následujícího roku poražen v bitvě u Platají, čímž skončila i druhá perská invaze na Peloponés.